# Pueblitos (Nuevo México)
Pueblitos es un lugar designado por el censo ubicado en el condado de Valencia en el estado estadounidense de Nuevo México. En el Censo de 2010 tenía una población de 794 habitantes y una densidad poblacional de 143,25 personas por km².

## Geografía
Pueblitos se encuentra ubicado en las coordenadas 34°36′44″N 106°46′53″O / 34.61222, -106.78139. Según la Oficina del Censo de los Estados Unidos, Pueblitos tiene una superficie total de 5.54 km², de la cual 5.54 km² corresponden a tierra firme y (0.09%) 0.01 km² es agua.

## Demografía
Según el censo de 2010, había 794 personas residiendo en Pueblitos. La densidad de población era de 143,25 hab./km². De los 794 habitantes, Pueblitos estaba compuesto por el 83.25% blancos, el 0.88% eran afroamericanos, el 2.64% eran amerindios, el 0% eran asiáticos, el 0% eran isleños del Pacífico, el 10.45% eran de otras razas y el 2.77% pertenecían a dos o más razas. Del total de la población el 48.49% eran hispanos o latinos de cualquier raza.